# Jimin
Park Ji-min OMC (hangul: 박지민; hanja: 朴智旻; Busan, 13 de outubro de 1995), mais frequentemente creditado na carreira musical apenas como Jimin (em coreano:  지민), é um cantor e dançarino sul-coreano. Jimin ganhou destaque mundial como membro do grupo masculino BTS (também conhecido como Bangtan Boys), formado em 2013. O grupo vendeu mais de dezesseis milhões de álbuns físicos só na Coreia do Sul, de acordo com o Gaon Music Chart, e se tornou o projeto musical com o maior número de vendas a se estrear na década de 2010.
Em 2018, ele foi premiado com a Ordem de Mérito Cultural Hwagwan da quinta classe pelo Presidente da Coreia do Sul, Moon Jae-in. Jimin estabeleceu um recorde e uma nova marca para cantores coreanos com as canções "Lie" (2016), "Intro: Serendipity" (2017) e "Serendipity (Full Length Edition)" (2018), ao atingir 50 milhões de streams no Spotify em 2019, com cada canção.
Jimin lançou seu álbum de estreia solo, Face, em 2023. Estreou no topo das tabelas da Coreia do Sul e Japão, e na segunda posição nos Estados Unidos, enquanto seu segundo single, "Like Crazy", estreou no primeiro lugar da Billboard Hot 100. Ele é o solista coreano com a maior posição alcançada na história da Billboard 200, e o primeiro a atingir a primeira posição da Hot 100.

## Vida e carreira

### 1995–2015: Primeiros anos e início de carreira com BTS
Jimin nasceu em Busan, Coreia do Sul, em 13 de outubro de 1995. Sua família é constituída por seus pais e seu irmão mais novo, Park Ji-hyun. Durante sua 8ª série começou a dançar popping. Jimin tornou-se ativo na cena de dança em Busan desde o ensino médio, juntando-se a muitos grupos de dança de rua, vencendo várias competições de talento com suas habilidades de canto também. Depois de assistir as apresentações de Rain, ficou interessado em se tornar um performer, sendo ativo como um dançarino em muitos lugares por algum tempo. Estudou na Busan Arts High School onde praticou dança moderna. Juntou-se a Big Hit Entertainment após uma audição bem sucedida em Busan como parte da Big Hit's "Hit It", em 2011, interpretando a canção "I Have a Lover", depois que seu professor de dança de sua escola o recomendou para fazer uma audição em uma empresa de entretenimento. Após ser aceito na Big Hit, se transferiu para a Korea Arts High School. Em julho de 2012, apareceu no vídeo musical de "Party (XXO)" do grupo GLAM.

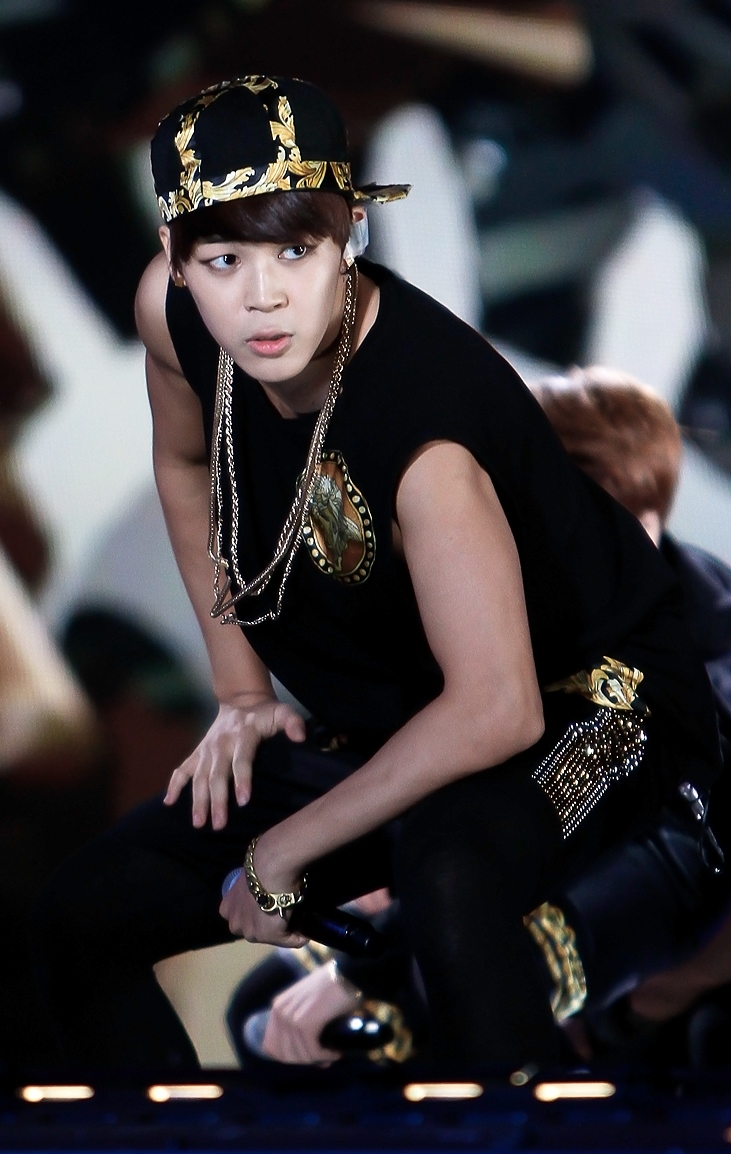
Jimin se apresentando no Incheon Korean Music Wave 2013

Em 12 de junho 2013, Jimin fez sua estreia como membro do grupo BTS (também conhecido como Bangtan Boys) com o lançamento do single álbum 2 Cool 4 Skool, a primeira parte de sua série "trilogia escolar", simultaneamente com seu lead single "No More Dream", que alcançou o número 124 na Coreia antes de cair rapidamente nas paradas. Enquanto o single álbum estreou na 19ª posição no Gaon Music Chart, e alcançando a 5ª posição semanas depois. A primeira apresentação televisiva do grupo ocorreu no dia seguinte no M Countdown da Mnet com a faixa "No More Dream" de seu single de estreia. Apesar de polidas, essas primeiras performances ao vivo demonstraram o potencial do BTS com sua presença intensa e carismática no palco.
Em setembro de 2013, o BTS lançou a segunda parte de sua "trilogia escolar", o extended play O!RUL8,2?, junto com o single "N.O", que chegou ao número 92 na Coreia. O EP alcançou o número quatro na Coreia do Sul e vendeu mais de 34 mil cópias em seu ano de lançamento. Em termos líricos, o EP expandiu o tema dos sonhos e da felicidade, revelando sua frustração sob o severo sistema educacional coreano e sua determinação em enfrentar a luta de provar a si mesmos. No mesmo mês, o BTS estrelou seu próprio programa de variedades, o Rookie King Channel Bangtan da SBS MTV, baseado em uma estação de transmissão falsa, "Channel Bangtan", através da qual os membros parodiaram programas de variedades como VJ Special Forces e MasterChef Korea. No final do ano, o BTS foi reconhecido com vários prêmios de Novo Artista do Ano, incluindo o 5th Melon Music Awards, 28th Golden Disc Awards e o 23rd Seoul Music Awards.
O último ato de sua "trilogia escolar", o EP Skool Luv Affair, foi lançado em janeiro de 2014 e liderou o Gaon Album Chart, vendendo 100 mil cópias em 2014. Em fevereiro de 2014, Jimin comemorou sua formatura do ensino médio com o lançamento da canção "95 Graduation", em parceria com V. Em agosto do mesmo ano, o BTS lançou seu primeiro álbum de estúdio, Dark & Wild, que alcançou o número dois na Coreia. O álbum foi apoiado por dois singles: "Danger" e "War of Hormone", que atingiram o número 58 e o número 173 na Gaon Digital Chart, respectivamente. O álbum serviu como uma extensão narrativa da "trilogia escolar" e uma transição para a próxima série, e o tema central das letras do álbum se concentrava em expressar sentimentos de amadurecimento, desejos juvenis e impaciência pelo romance. O primeiro álbum de estúdio em japonês do grupo, Wake Up, lançado em dezembro, alcançou o número três no Oricon Albums Chart. Em 25 de dezembro de 2014, foi divulgado um vídeo contendo apenas o áudio no canal oficial do Bangtan Boys no YouTube com Jimin e Jungkook cantando "Christmas Day", uma versão de "Mistletoe" de Justin Bieber. A canção foi escrita por Jimin, e arranjada por Slow Rabbit.
Para o terceiro EP do grupo, The Most Beautiful Moment in Life, Part 1, lançado em abril de 2015, Jimin co-escreveu a canção "Boyz with Fun". Com esse EP o BTS deu início a uma nova série, onde quis expressar a beleza e a ansiedade de "juventude", definindo a "juventude" como "o momento mais bonito da vida". O canal Fuse incluiu-o como o único álbum coreano em sua lista dos "27 melhores álbuns de 2015 até agora". O single "I Need U" foi o primeiro hit top 5 do BTS na Coreia e deu ao BTS sua primeira vitória em um programa musical no The Show. Enquanto seu segundo single, "Dope", alcançou o número 44 na Coreia, alcançou o número três no World Digital Songs Chart da Billboard. A série foi seguida pelo quarto EP The Most Beautiful Moment in Life, Part 2, lançado em novembro de 2015, juntamente com o lead single "Run". O EP liderou as paradas semanais da Gaon Album e Billboard World Albums, fazendo do BTS o primeiro ato de K-pop a permanecer no topo por várias semanas.

### 2016–2019: Aparições na televisão e reconhecimento solo
Em 19 de fevereiro de 2016, o diretor do Human Condition anunciou que Jimin, juntamente com J-Hope, participaria do programa. O produtor comentou: "Nós vamos estar gravando o show centrado em torno de Jimin e J-Hope. V também vai se juntar a eles, eventualmente." Ele acrescentou: "A primeira gravação do show com eles acontecerá no final de fevereiro e irá ao ar no início de março." Um meio de comunicação informou que Jimin e J-Hope, participariam do programa agindo como netos para uma avó que só tem netas. Com o cancelamento do programa no mês seguinte, devido a baixa audiência, sua participação foi cancelada. O primeiro álbum compilatório em coreano do BTS e o final de sua "série juvenil", The Most Beautiful Moment in Life: Young Forever, foi lançado em maio de 2016. O álbum contou com três singles: o hit top 40 "Epilogue: Young Forever", o hit top 10 "Fire", e o hit top 20 "Save Me". O álbum liderou o Gaon Weekly Chart na Coreia por duas semanas consecutivas e alcançou o número 107 na Billboard 200 dos Estados Unidos. Em julho de 2016, fez uma aparição no programa da MBig TV Celebrity Bromance. Em 30 de julho, apareceu como MC especial do programa Show! Music Core, juntamente com Jeon Jung-kook. Em agosto do mesmo ano, apareceu no show de variedades God's Workplace, juntamente com J-Hope. O programa traz o lema "vamos vender tudo e qualquer coisa" e gira em torno de celebridades que se transformam em trabalhadores de escritório.
Em setembro de 2016, o BTS lançou seu segundo álbum de estúdio em japonês Youth. Jimin co-escreveu a canção "Lie", seu primeiro solo para o segundo álbum de estúdio em coreano do BTS, Wings, lançado em 10 de outubro de 2016. A canção foi descrita como impressionante e dramática, transmitindo tons escuros e emoções que ajudaram a refletir o conceito geral do álbum, que combinou os temas da juventude apresentados em suas "séries juvenis" anteriores com tentação e adversidade e, pela primeira vez como um grande esforço do grupo, incluindo sete faixas solo que demonstraram o potencial e a individualidade de cada membro como músicos independentes. O álbum foi geralmente bem recebido pela crítica, com a Rolling Stone nomeando-o como "um dos álbuns pop mais conceitualmente e sonoramente ambiciosos de 2016". O single principal "Blood Sweat & Tears" alcançou um "all-kill" nas paradas musicais na Coreia do Sul e se tornou seu primeiro hit número um no Gaon Digital Chart. O BTS se tornou o primeiro grupo coreano a liderar o ranking Social 50 da Billboard naquele mês. Enquanto o álbum vendeu mais de 1,5 milhão de cópias na Coreia do Sul naquele ano e se tornou o álbum mais vendido na história do Gaon Album Chart na época. Em novembro de 2016, estrelou ao lado dos outros membros do BTS o mini drama Flower Boys Bangtan High School. Em dezembro do mesmo ano, apresentou um número de dança ao lado de Lee Tae-min no 2016 KBS Song Festival. A KBS declarou: "Será um estágio em que o bromance de Taemin e Jimin brilhará".

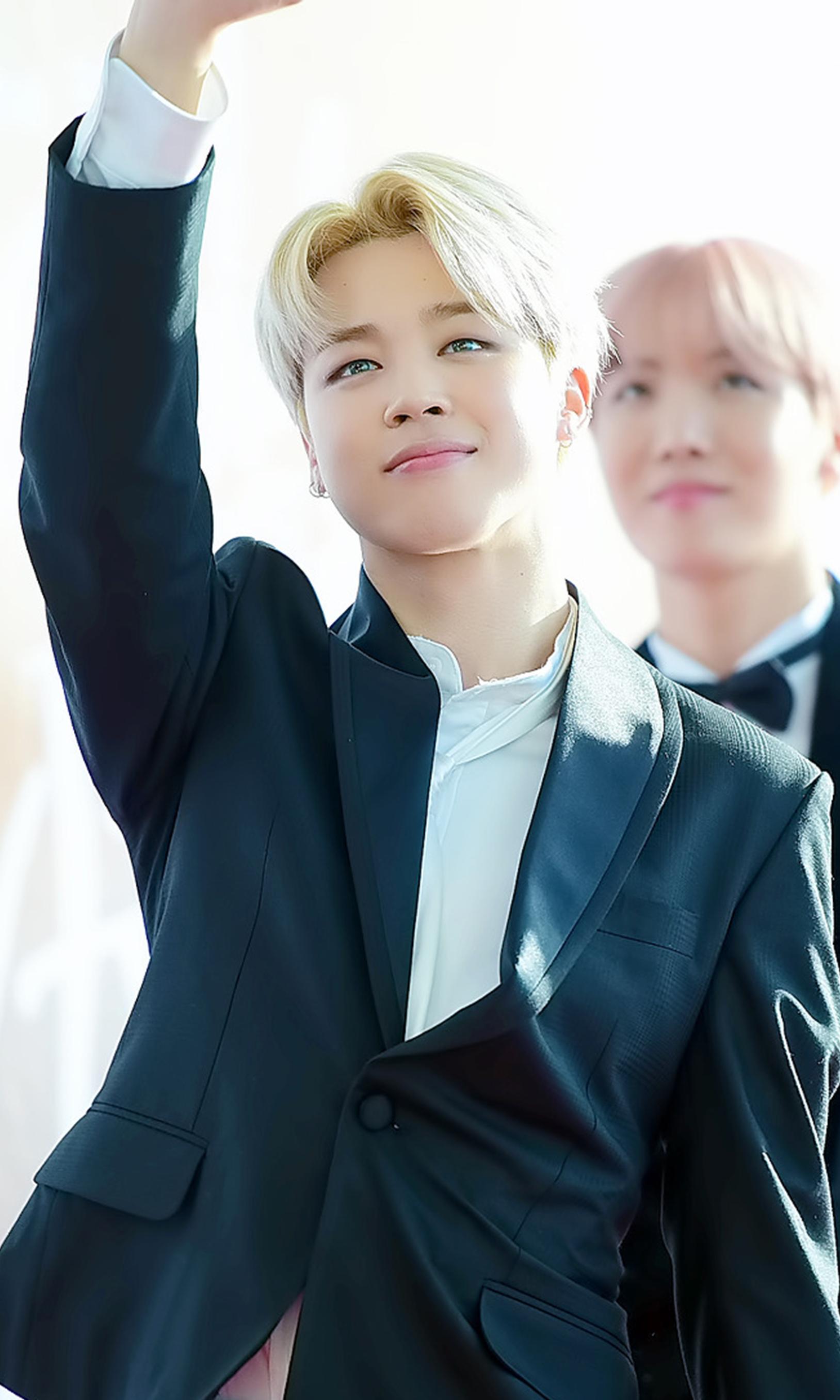
Jimin no tapete vermelho do 31st Golden Disc Awards. (janeiro de 2017)

Em janeiro de 2017, participou do painel de celebridades do programa King of Mask Singer. No mês seguinte, o BTS lançou a versão reeditada de Wings (2016), intitulado You Never Walk Alone. As pré-vendas do álbum atingiram mais de 700 mil cópias, quebrando o recorde para a maior número des álbuns vendidos em um mês. O lead single do álbum, "Spring Day" recebeu elogios da crítica como "um estudo inteligente, convincente e elegantemente contido sobre perdas e desejos" pela Dazed Digital. Após o lançamento, "Spring Day" alcançou oito das principais paradas musicais sul-coreanas, além da Gaon, e travou o gráfico digital do Melon devido ao alto fluxo de tráfego de usuários. Também entrou na parada de singles da Billboard Bubbling Under Hot 100 no número 15 com "zero promoções". "Spring Day" mais tarde ganhou o prêmio de "Melhor Canção do Ano" no 9th Melon Music Awards. Em 13 de março de 2017, apareceu no programa da KBS World Hello Counselor. O programa é um show em que um painel de apresentadores e celebridades convidadas dão conselhos às pessoas que apresentam histórias sobre coisas que os preocupam em suas vidas diárias. Os convidados também tem a oportunidade de compartilhar suas próprias preocupações e histórias. Em junho do mesmo ano, lançou um cover de "We Don't Talk Anymore" de Charlie Puth, em colaboração com Jungkook, como parte da cerimônia BTS Festa. Em 28 de setembro, apareceu como MC especial do programa M Countdown. Nos dias 23 e 30 de outubro de 2017, apareceu no programa da JTBC Please Take Care of My Refrigerator.
De janeiro a maio de 2018, Jimin ganhou o prêmio mensal Peeper x Billboard de "Top K-Pop Artist - Individual". Peeper x Billboard é uma colaboração entre o aplicativo de mídia social Peeper e a Billboard Korea, onde coleta votos de fãs para seus artistas favoritos de K-pop e anuncia os vencedores mensais. Em maio de 2018, o BTS lançou seu terceiro álbum de estúdio em coreano, Love Yourself: Tear, juntamente com uma aparição no 25th Billboard Music Awards. Ambos os solos de Jimin, "Lie" e "Serendipity", foram as únicas músicas solo de um membro do BTS nas 20 músicas mais divulgadas do Official Chart no Reino Unido até outubro de 2018. Jimin lançou sua primeira música solo fora dos lançamentos do BTS, "Promise", em 30 de dezembro de 2018, gratuitamente na página do BTS no SoundCloud. A música, descrita pela Billboard como uma "balada pop suave", foi composta por Jimin e Slow Rabbit, produtor da Big Hit Entertainment, com este último também produzindo a faixa. "Promise" apresenta letras escritas por Jimin e RM e capa de arte fotografada por V.
Em janeiro de 2019, "Lie" (2016) alcançou 60 milhões de streams no Spotify, tornando-se a primeira música solo do BTS a superar esse marco. Em agosto de 2019, sete meses após "Lie" e "Intro: Serendipity" (2017) atingirem 50 milhões de streams no Spotify, Jimin estendeu seu recorde e estabeleceu uma nova marca para cantores coreanos com "Serendipity (Full Length Edition)" (2018). Nenhum outro ato coreano alcançou duas músicas com 50 milhões de streams desde Psy com "Gangnam Style" (2012) e "Gentleman" (2013), até aquele momento. O World Music Awards comemorou o feito no Twitter, dizendo: "Jimin do BTS se torna o primeiro ato coreano da história a ter três músicas solo que ultrapassam 50 milhões de streams cada no Spotify!". A revista alemã Bravo nomeou Jimin como o "artista de K-pop de maior sucesso", considerando que o jornal alemão Myheimat aclamou Jimin como uma figura que está "fazendo história". A Billboard disse que as performances solo de Jimin, "levaram as coisas a outro nível com sua entrega expressiva da coreografia dramática das músicas, contando uma mensagem tanto com o corpo quanto com os vocais..."

### 2020–presente: Estrelato mundial com BTS
O quarto álbum de estúdio em coreano (sétimo no geral) do BTS, Map of the Soul: 7, foi lançado em 21 de fevereiro de 2020. O álbum estreou no topo da Billboard 200 com uma contagem de 422 mil unidades equivalentes a álbuns na primeira semana, incluindo 347 mil vendas puras, tornando o quarto número consecutivo nos Estados Unidos do BTS e tornando-os o grupo mais rápido desde Os Beatles a ganhar quatro álbuns número um. Também marcou as vendas mais altas da semana de abertura de um álbum em 2020 e, de longe, a maior estreia de um grupo na Billboard 200. Após o lançamento do primeiro single do álbum, "Black Swan", o BTS se apresentou ao lado de Lil Nas X, Billy Ray Cyrus, Diplo e mais em um segmento especial do 62nd Annual Grammy Awards, fazendo do BTS o primeiro ato coreano a se apresentar no Grammy.
O grupo lançou Map of the Soul: 7 – The Journey, como quarto álbum em japonês, em 14 de julho, estreando como número um no Oricon Daily Albums Chart, tendo vendido mais de 447 mil cópias em 24 horas após o lançamento. No final de sua primeira semana, a Oricon relatou em 21 de julho que o álbum estreou como número um na edição Weekly Album Chart de 27 de julho para o período de 13–19 de julho com mais de 564 mil cópias vendidas, quebrando o recorde de vendas mais altas na primeira semana de 2020 e se tornando o álbum mais vendido do ano na época. Em 20 de novembro de 2020, o BTS lançou seu quinto álbum de estúdio, chamado Be. O lead single "Life Goes On" estreou no número um na Billboard Hot 100. Com isso, o BTS alcançou seu terceiro número um consecutivo no Hot 100 em apenas três meses – o mais rápido de qualquer banda desde Os Beatles em 1964 – e se tornou o primeiro grupo na história da parada a ter duas estreias em primeiro lugar, bem como sete canções que aparecem simultaneamente no gráfico. "Life Goes On" também se tornou a primeira música tocada principalmente em coreano a estrear no primeiro lugar. Em 24 de dezembro de 2020, Jimin lançou a faixa solo "Christmas Love" para celebrar suas memórias de infância dos feriados. Com o lançamento do single em inglês "Butter", em março de 2021, o BTS estreou como número um na Hot 100 tornando-os o ato mais rápido a alcançar quatro posições no topo das paradas desde Justin Timberlake em 2006, e o grupo mais rápido desde the Jackson 5 em 1970.
Em 2022, Jimin participou da trilha sonora do drama da tvN Our Blues, com a canção "With You", a primeira OST televisiva de sua carreira. O single é um dueto com Ha Sung-woon e foi lançado em 24 de abril. Em junho de 2022, foi anunciado que o BTS suspenderia temporariamente suas atividades em grupo para os membros se concentrarem em projetos solo e outros empreendimentos. O anúncio fez com que as ações da Hybe Corporation caíssem rapidamente, resultando em uma queda no valor de mercado de US$1.7 bilhão. Os preços das ações da Hybe continuaram em queda acentuada abaixo de seu IPO original em meio à contínua especulação do mercado sobre as implicações do alistamento militar obrigatório dos membros do grupo e sua possível separação. No final de outubro, o BTS ganhou cinco indicações para o MAMA Awards de 2022, com os membros recebendo mais oito indicações como artistas solo.
No início de 2023, foi confirmado que Jimin participaria da canção "Vibe" de Taeyang, que foi lançada oficialmente como single em 13 de janeiro. A música marca seu primeiro projeto solo oficial desde que o BTS anunciou uma mudança de foco para empreendimentos musicais individuais em junho de 2022. Além de contribuir com os vocais, Jimin também foi creditado como co-compositor da faixa.

## Imagem

### Influências e estilo
Park cita o cantor Rain como uma de suas principais inspirações e razões pelas quais ele quis se tornar um cantor e performer.
Como membro do grupo BTS seu estilo musical e a imagem inicial foram influenciados pelo hip hop, como em "No More Dream" e "N.O." lançados em 2013. Em contraste, "Serendipity", seu solo para o álbum Love Yourself: Answer, foi lançada em 2018 como uma canção de R&B alternativo com uma melodia suave e sensual, desvendando a alegria, a convicção e a curiosidade do amor.

### Imagem pública
Os vocais de Jimin são descritos como delicados e doces. Jimin é considerado um dançarino excepcional entre os membros do BTS e no K-pop em geral. Noelle Devoe do Elite Daily escreveu que ele é frequentemente elogiado por seus "movimentos suaves e elegantes", bem como seu charme no palco. No documentário BTS Burn the Stage, Jimin disse que ele se considera um perfeccionista, afirmando que mesmo os menores erros cometidos no palco fazem com que ele se sinta culpado e irritado. Em junho de 2015, venceu o "Soompi Best K-pop Body" com 50.55% dos votos, onde foi eleito o artista masculino com o melhor corpo. Ao longo dos anos Jimin modificou seu cabelo, variando o tom de cores, o que é algo comum entre os K-idols. Em agosto de 2016 muitos fãs elogiaram Jimin, afirmando que ele alcançou o pico de seu visual, depois de aparecer com o cabelo castanho dourado, sendo considerado o seu visual mais lendário e inesquecível, até aquele momento. Ainda em agosto, apareceu entre os sete ídolos do sexo masculino na indústria do entretenimento coreano que são tão bonitos que se assemelham a anjos que desceram do céu. Esse artigo foi publicado no Instiz, e recebeu bastantes elogios dos internautas. Em setembro de 2016, durante o "Idol Star Athletics Championships" os K-idols responderam a pesquisa "que idol quer que esteja esperando por você na linha de chegada?". Jimin ficou em primeiro lugar com um 35 por cento dos votos entre os ídolos do sexo masculino.
Em julho, setembro e novembro de 2016, a Gallup Korea realizou uma pesquisa nacional (excluindo Jeju), intitulada Top 10 Artists and Top 20 Idols, na qual 1.500 pessoas de 13 a 29 anos foram convidadas a nomear seus artistas favoritos, e Jimin ficou na 14ª posição com 2,5% dos votos. Em 2017 ele chegou em 7º e na pesquisa de 2018 ele ficou em 1º lugar.
Quando o trailer do vídeo musical da canção "Serendipity" do BTS, sendo interpretada por Jimin, foi lançado em setembro de 2017, tanto Jimin quanto "Serendipity" se tornaram tendência em todo o mundo. Em fevereiro de 2018 a Ilgan Sports realizou uma pesquisa com 100 ídolos em homenagem ao Seollal (também conhecido como Ano Novo Lunar da Coréia) e eles foram convidados a votar em 12 categorias variadas para escolher o melhor dos melhores entre os ídolos do K-Pop. Jimin acabou ocupando a terceira posição na categoria de "Melhor Dancing Machine", juntamente com Taemin. Em uma pesquisa conduzida de 6 a 12 de maio 2018 pela comunidade online DC Inside e My Celebridades, os eleitores foram convidados a escolher a estrela que eles achavam que "daria bons conselhos profissionais". Jimin ficou em primeiro lugar na pesquisa, reivindicando quase metade dos votos por conta própria, com 49,8% do total de votos.

## Impacto cultural
Em 2018, Jimin foi a nona celebridade mais twittada e o oitavo músico mais twittado no mundo. Ainda em 2018, ele foi escolhido como o décimo sétimo melhor membro de boybands da história pelo The Guardian. No mesmo ano, um fã inglês de K-pop chamado Oli London gastou £75,000 (cerca de US$100,000) em cirurgia plástica para se parecer com Jimin. A transformação de London foi documentada em Hooked on the Look, uma série de televisão sobre cirurgias plásticas extremas.
Jimin foi elogiado por suas performances e se tornou um dos assuntos mais comentados em Paris após as paradas da turnê mundial do BTS entre 9 e 10 de outubro de 2018, intitulada BTS World Tour: Love Yourself. Ainda em outubro, ele foi premiado com a Ordem de Mérito Cultural Hwagwan de quinta classe pelo Presidente da Coreia do Sul, juntamente com outros membros do BTS.
Em 2019, ele recebeu uma placa de agradecimento da Sociedade de Conservação Cultural pela realização de buchaechum, uma tradicional dança de fãs coreana, durante o 2018 Melon Music Awards. Ele recebeu o prêmio por ajudar a espalhar a dança fora da Coreia.

## Filantropia
De 2016 a 2018, Jimin apoiou os graduados da Escola Primária Hoedong de Busan, onde Jimin estudou quando criança, cobrindo despesas de uniformes. Em 20 de fevereiro de 2018, a escola fechou após 36 anos de atividades. Na cerimônia de formatura, Jimin doou CDs autografados do BTS para todos os alunos e fez uma doação pessoal para cobrir os custos do uniforme escolar de todos os alunos que concluíram o ensino médio. No ano anterior Jimin também havia feito essa doação, quando soube que a escola estava fechando.
Em 2018 seeu prêmio recebido no Peeper x Billboard de "Top K-Pop Artist - Individual", foi doado para a instituição de caridade da UNICEF em seu nome.

## Controvérsia

### Ameaças de morte

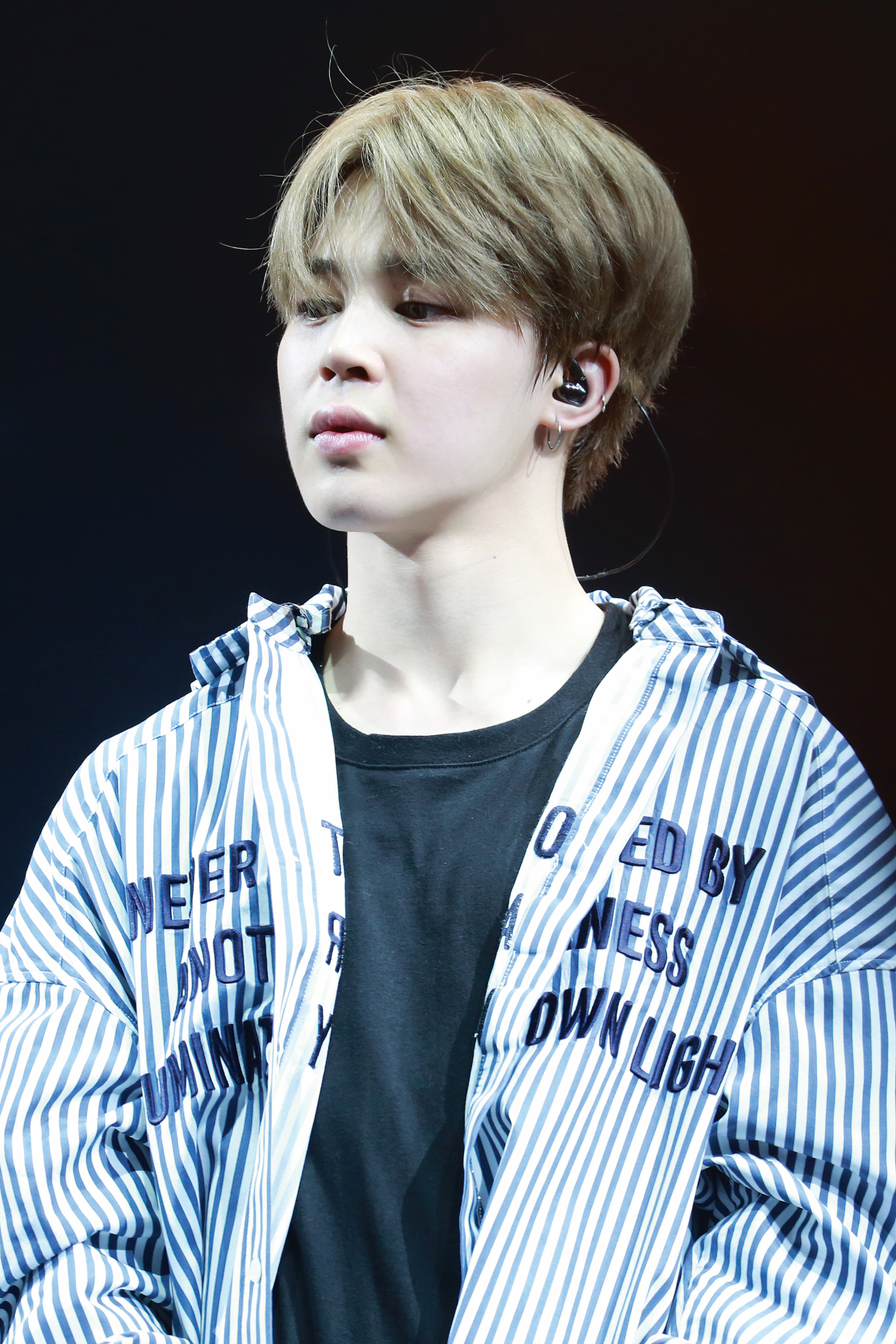
Jimin durante a The Wings Tour em Anaheim, Califórnia. (abril de 2017)

Em março de 2017, uma publicação foi feita por uma conta no Twitter dizendo que matariam Jimin durante um show em Anaheim na Califórnia realizado em abril do mesmo ano. A Big Hit Entertainment, se manifestou dizendo: "Acreditamos que é uma piada de um anti-fã, mas estamos tomando medidas apenas para ter certeza. Estamos trabalhando com a equipe local e a polícia para melhorar a segurança". A equipe do Honda Center, onde ocorreu o show do BTS, também respondeu, dizendo: "Estamos conscientes das publicações controversas das mídias sociais. Trabalharemos para aumentar a segurança em torno do local".

"Depois do incidente do ano passado, foi a segunda vez que ouvi esse tipo de notícia, então fiquei um pouco confuso. Mas acho que os fãs estavam mais preocupados do que eu. Pessoalmente, havia tantas pessoas esperando por mim que eu não tinha tempo ou energia para ser influenciado por tais palavras."

– Jimin durante uma coletiva de imprensa, em 13 de maio de 2018.
Em maio de 2018, outra ameaça foi feita por um usuário anônimo do aplicativo Curious Cat ameaçando-o de morte durante um show em Fort Worth, Texas. A polícia de Fort Worth confirmou em um post no Twitter que estava ciente e investigando a ameaça.
Em julho do mesmo ano, Jimin foi ameaçado novamente, desta vez por um usuário do Instagram. Quando perguntado sobre as ameaças pelo site de notícias Newsen, um representante da Big Hit Entertainment afirmou: "Independentemente da autenticidade das ameaças, planejamos fazer o máximo e tomar todas as medidas necessárias para responder a ações que possam ameaçar a segurança dos membros. No passado também fizemos preparações completas, e o assunto foi resolvido sem nenhum incidente real. Nós planejamos nos preparar, enquanto estamos de olho na situação." Um comunicado oficial foi emitido pela Seção de Relações com a Mídia do Departamento de Polícia de Los Angeles (LAPD) e divulgado pela NBC News, informando que o LAPD "estava ciente da questão e que investigariam as ameaças."

## Vida pessoal
Após passar nas audições da Big Hit Entertainment em 2012, Jimin se transferiu para a Korean Arts High School, graduando-se em 2014. Jimin está atualmente matriculado na Global Cyber University.
Antes de estrear oficialmente, como membro do grupo BTS, lhe foi sugerido vários nomes artísticos como Baby G, Baby J e Young Kid, mas acabou usando o seu nome real. Jimin recebeu o apelido ChimChim por Tony Jones, um de seus mentores no reality show BTS American Hustle Life. Em agosto de 2015, Jimin desmaiou durante um encontro de fãs no Japão. A Big Hit Entertainment revelou em sua conta oficial no Twitter que: "Jimin se envolveu em um acidente, caindo para fora do palco durante o "Japan Official Fan Meeting Undercover Mission" em Osaka, Japão. Ele foi rapidamente transferido para o hospital mais próximo, depois de perder o equilíbrio devido a uma queda rápida da pressão arterial após prender a respiração por um longo tempo durante um jogo no fan meeting". A agencia garantiu aos fãs que não houve grandes efeitos sobre sua saúde: "Embora seja verdade que Jimin caiu para fora do palco, os resultados de um cuidadoso exame médico revelaram que é apenas uma contusão leve sem efeito sobre a sua saúde, e ele está atualmente descansando no hotel".

## Filmografia
| Título                       | Ano  | Papel     | Notas                                                                    |
| ---------------------------- | ---- | --------- | ------------------------------------------------------------------------ |
| Lie #2                       | 2016 | Ele mesmo | Trailer/curta-metragemDirigido por Yong-seok Choi (Lumpens)              |
| Intro: Serendipity           | 2017 | Ele mesmo | Trailer/curta-metragemDirigido por Yong-seok Choi & Won-ju Lee (Lumpens) |
| Burn the Stage: The Movie    | 2018 | Ele mesmo | Documentário do BTS                                                      |
| Love Yourself in Seoul       | 2019 | Ele mesmo | Filme de concerto do BTS                                                 |
| Bring the Soul: The Movie    | 2019 | Ele mesmo | Documentário do BTS                                                      |
| Break the Silence: The Movie | 2020 | Ele mesmo | Documentário do BTS                                                      |

| Título                          | Ano  | Papel     | Rede        | Notas                                                  |
| ------------------------------- | ---- | --------- | ----------- | ------------------------------------------------------ |
| God's Workplace                 | 2016 | Ele mesmo | SBS         |                                                        |
| Flower Boys Bangtan High School | 2016 | Jimin     | MBC Every 1 | Professor de educação físicaPapel fictício de si mesmo |
| King of Mask Singer             | 2017 | Ele mesmo | MBC         | Cameo (Ep. 93–94)                                      |

| Título             | Ano  | Rede         | Notas                                           |
| ------------------ | ---- | ------------ | ----------------------------------------------- |
| BTS China Job      | 2014 | YinYueTai    | Documentário (Ep. 1–3)                          |
| Go! BTS            | 2014 | Mnet America | Documentário gravado em Los Angeles, Califórnia |
| Celebrity Bromance | 2016 | MBig TV      | Cameo (Temp. 8; Ep. 39)                         |

| Canção        | Ano  | Artista |
| ------------- | ---- | ------- |
| "Party (XXO)" | 2012 | GLAM    |

## Discografia
| Título                                                                                   | Ano                    | Melhores posições nas paradas | Melhores posições nas paradas | Melhores posições nas paradas | Melhores posições nas paradas | Melhores posições nas paradas | Melhores posições nas paradas | Melhores posições nas paradas | Melhores posições nas paradas | Vendas                   | Álbum                  |
| Título                                                                                   | Ano                    | CAN                           | FRA Dig.                      | SCT                           | KOR                           | KOR                           | UK                            | US                            | US World                      | Vendas                   | Álbum                  |
| Título                                                                                   | Ano                    | CAN                           | FRA Dig.                      | SCT                           | Gaon                          | Hot 100                       | UK                            | US                            | US World                      | Vendas                   | Álbum                  |
| Como artista convidado                                                                   | Como artista convidado | Como artista convidado        | Como artista convidado        | Como artista convidado        | Como artista convidado        | Como artista convidado        | Como artista convidado        | Como artista convidado        | Como artista convidado        | Como artista convidado   | Como artista convidado |
| ---------------------------------------------------------------------------------------- | ---------------------- | ----------------------------- | ----------------------------- | ----------------------------- | ----------------------------- | ----------------------------- | ----------------------------- | ----------------------------- | ----------------------------- | ------------------------ | ---------------------- |
| "Vibe" (Taeyang featuring Jimin)                                                         | 2023                   | —                             | —                             | —                             | —                             | —                             | —                             | —                             | —                             | —                        | Lançamento sem álbum   |
| Singles promocionais                                                                     |                        |                               |                               |                               |                               |                               |                               |                               |                               |                          |                        |
| "Promise" (약속)                                                                         | 2018                   | —                             | —                             | —                             | —                             | —                             | —                             | —                             | —                             | —                        | Lançamento sem álbum   |
| "Christmas Love"                                                                         | 2020                   | —                             | —                             | —                             | —                             | —                             | —                             | —                             | —                             | —                        | Lançamento sem álbum   |
| Aparições em trilhas sonoras                                                             |                        |                               |                               |                               |                               |                               |                               |                               |                               |                          |                        |
| "With You" (com Ha Sung-woon)                                                            | 2022                   | —                             | —                             | —                             | 15                            | —                             | —                             | —                             | —                             | - US: 9,800 - WW: 39,400 | Our Blues OST          |
| Outras aparições                                                                         |                        |                               |                               |                               |                               |                               |                               |                               |                               |                          |                        |
| "95 Graduation" (com V)                                                                  | 2014                   | —                             | —                             | —                             | —                             | —                             | —                             | —                             | —                             | —                        | Lançamentos sem álbum  |
| "Christmas Day" (com Jungkook)                                                           | 2014                   | —                             | —                             | —                             | —                             | —                             | —                             | —                             | —                             | —                        | Lançamentos sem álbum  |
| "Lie"                                                                                    | 2016                   | —                             | —                             | —                             | 19                            | —                             | —                             | —                             | 3                             | - KOR: 114,691           | Wings                  |
| "Intro: Serendipity"                                                                     | 2017                   | —                             | —                             | —                             | 18                            | 7                             | —                             | —                             | 2                             | - KOR: 96,524            | Love Yourself: Her     |
| "Serendipity" (Full Length Edition)                                                      | 2018                   | —                             | 93                            | 78                            | 77                            | 9                             | —                             | —                             | 2                             | - US: 10,000             | Love Yourself: Answer  |
| "Filter"                                                                                 | 2020                   | 88                            | —                             | 46                            | 15                            | 9                             | 100                           | 87                            | 3                             | - US: 17,000             | Map of the Soul: 7     |
| "—" indica lançamentos que não figuraram nas paradas ou não foram lançados nessa região. |                        |                               |                               |                               |                               |                               |                               |                               |                               |                          |                        |

### Composições
- Seu número de registro na Korea Music Copyright Association (KOMCA) é 10005241.[182]

|  | Indica lançamento como single             |
|  | Indica lançamento como single promocional |

| Canção                      | Ano  | Álbum                                     | Artista                 | Compositores                                                            |
| --------------------------- | ---- | ----------------------------------------- | ----------------------- | ----------------------------------------------------------------------- |
| "Boyz with Fun"             | 2015 | The Most Beautiful Moment in Life, Part 1 | BTS                     | Jimin Suga Pdogg Hitman Bang RM J-Hope Jin V                            |
| "Christmas Day"             | 2014 | Lançamento sem álbum                      | Jimin Jungkook          | Jimin                                                                   |
| "Christimas Love"           | 2020 | Lançamento sem álbum                      | Jimin                   | Jimin                                                                   |
| "Dis-ease"                  | 2020 | Be                                        | BTS                     | Jimin Ivan Jackson Rosenberg J-Hope Ghstloop RM Pdogg Suga Randy Runyon |
| "Friends" (친구)            | 2020 | Map of the Soul: 7                        | BTS (Jimin x V)         | Jimin Pdogg Supreme Boi Adora Martin Sjølie Stella Jang                 |
| "In the Soop"               | 2020 | Lançamento sem álbum                      | BTS                     | Jimin Jin Suga J-Hope RM V Jungkook                                     |
| "Lie"                       | 2016 | Wings                                     | BTS (Jimin solo)        | Jimin DOCSKIM SUMIN Pdogg                                               |
| "Outro: Circle Room Cypher" | 2013 | 2 Cool 4 Skool                            | BTS                     | Jimin RM J-Hope Suga V Jungkook Jin Pdogg                               |
| "Promise" (약속)            | 2018 | Lançamento sem álbum                      | Jimin                   | Jimin RM Slow Rabbit                                                    |
| "Skit"                      | 2020 | Be                                        | BTS                     | Jimin J-Hope Jin Jungkook RM Suga V                                     |
| "Around"                    | 2023 | Lançamento sem álbum                      | Taeyang featuring Jimin | Teddy Kush Vince Taeyang Jimin 24                                       |

## Prêmios e indicações
| Prêmio               | Ano  | Categoria                | Trabalho nomeado              | Resultado | Ref.    |
| -------------------- | ---- | ------------------------ | ----------------------------- | --------- | ------- |
| 8th APAN Star Awards | 2022 | Best Original Soundtrack | "With You" (com Ha Sung-woon) | Indicado  | [ 183 ] |
| MAMA Awards          | 2022 | Best OST                 | "With You" (com Ha Sung-woon) | Indicado  | [ 184 ] |
| MAMA Awards          | 2022 | Song of the Year         | "With You" (com Ha Sung-woon) | Indicado  | [ 184 ] |
| Prêmio Anual K4US    | 2022 | OST of the Year          | "With You" (com Ha Sung-woon) | Pendente  | [ 185 ] |

### Reconhecimentos
| Publicação                                      | Lista                           | Ano  | Resultado | Ref.            |
| ----------------------------------------------- | ------------------------------- | ---- | --------- | --------------- |
| TC Candler: The Annual Independent Critics List | World's 100 Most Handsome Faces | 2017 | 64th      | [ 186 ]         |
| TC Candler: The Annual Independent Critics List | World's 100 Most Handsome Faces | 2018 | 25th      | [ 187 ]         |
| TC Candler: The Annual Independent Critics List | World's 100 Most Handsome Faces | 2019 | 19th      | [ 188 ]         |
| TC Candler: The Annual Independent Critics List | World's 100 Most Handsome Faces | 2020 | 17th      | [ 189 ]         |
| TC Candler: The Annual Independent Critics List | World's 100 Most Handsome Faces | 2021 | 14th      | [ 190 ] [ 191 ] |
| TC Candler: The Annual Independent Critics List | World's 100 Most Handsome Faces | 2022 | 35th      | [ 192 ]         |